# Aeroporto Internazionale Las Américas
L'Aeroporto Internazionale Las Américas  è un aeroporto situato a 20 km da Santo Domingo, nella Repubblica Dominicana. Situato su una piccola penisola (Punta Caucedo) sul Mare Caraibico, è uno degli aeroporti più trafficati dei Caraibi.

## La pista
La pista lunga 3335 metri e con orientamento 17/35, è la più lunga del paese e potrebbe far atterrare un Airbus A380. La pista era stata chiusa al traffico aereo per la manutenzione e la modernizzazione per alcuni anni, ma il raccordo, perpendicolare alla pista, nonostante sia alcune centinaia di metri più corto, aveva sostituito la pista per tutto il tempo della sua manutenzione. La pista è munita di sistema PAPI ad entrambe le estremità e dell'ILS anch'esso alle due estremità. La pista è pianeggiante e non ha avvallamenti.

## Terminal
L'aeroporto ha 7 porte d'imbarco nel satellite o TERMINAL A, da A1 a A6. qui parcheggiano aerei di linea di medie e grandi dimensioni; quest'ultimi come Boeing 747 o Airbus A340 parcheggiano ai Gate A4 o A1. (Il terminal A è munito di Finger, negozi ecc.). Il terminal B dispone di 4 Gate (o porte d'imbarco) che vanno dal B1 alla B4. In questo terminal poi, operano alcune compagnie come United Airlines e Copa Airlines.